# پیر (داکوتای جنوبی)
پیِر (به انگلیسی: Pierre) مرکز ایالت داکوتای جنوبی کشور ایالات متحده آمریکا است که جمعیت آن در سرشماری سال ۲۰۱۰ میلادی، ۱۳٬۶۴۶ نفر بوده‌است.

## نگارخانه

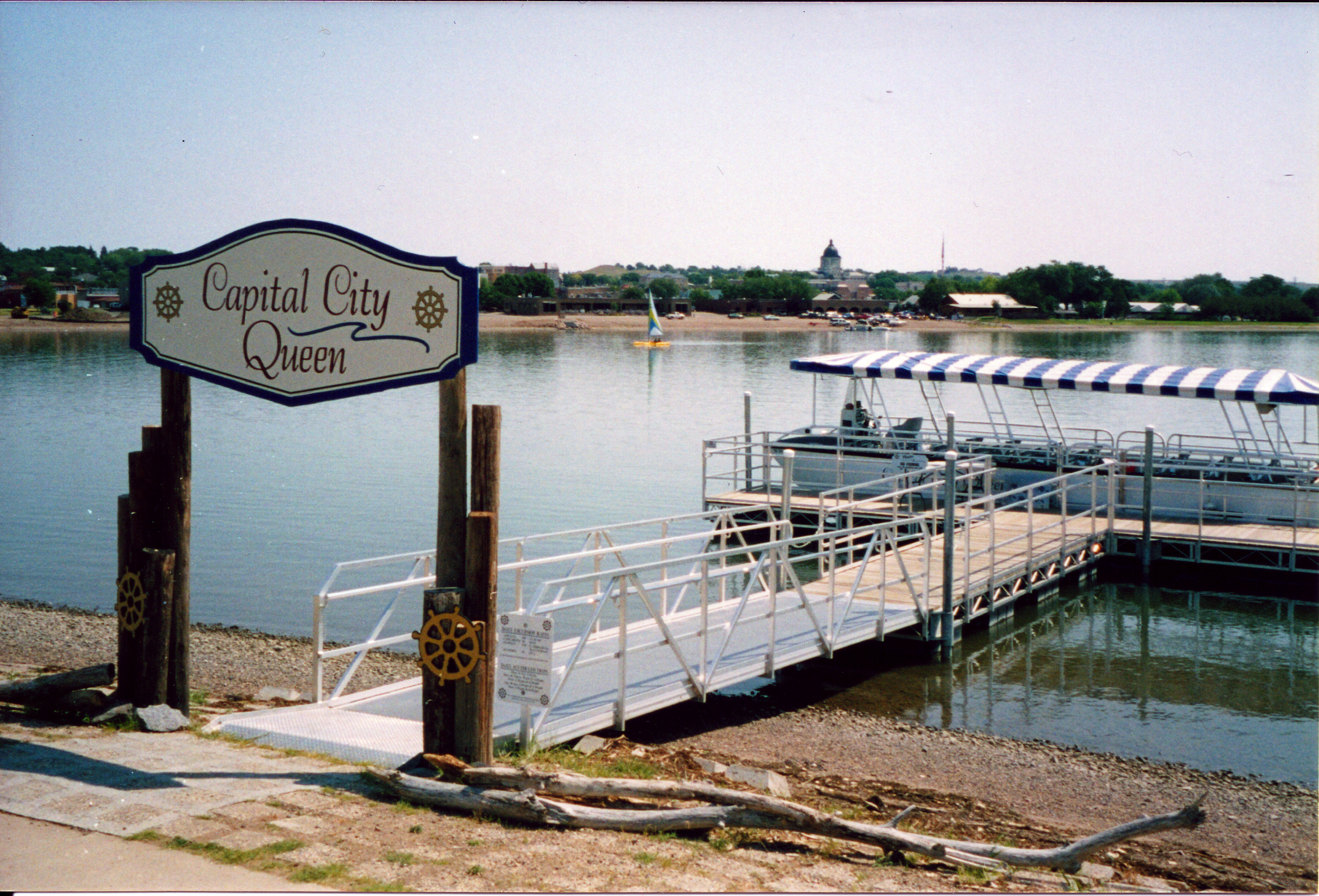